# NeyNava
Albums de Hossein Alizadeh
Chavosh 3
(1979) Shurangiz
(1988)
NeyNava (en persan : نی‌نوا) est un album de Hossein Alizadeh sorti en 1983. C'est un concerto pour le ney.

## Liste des pistes
- NeyNava

1. Darâmad
2. Naghmeh
3. Jâmeh-darân
4. Nahoft, Forud
5. Dance Os Samâ

- Riders in the Field of Hope (Mahoor Records)
- Nowruz (Mahoor Records)
- Song of Compassion

1. Life
2. Sunrise
3. Depth of Catastrophe
4. Song of Compassion
5. Transcendence
6. Search